# ゲベール銃

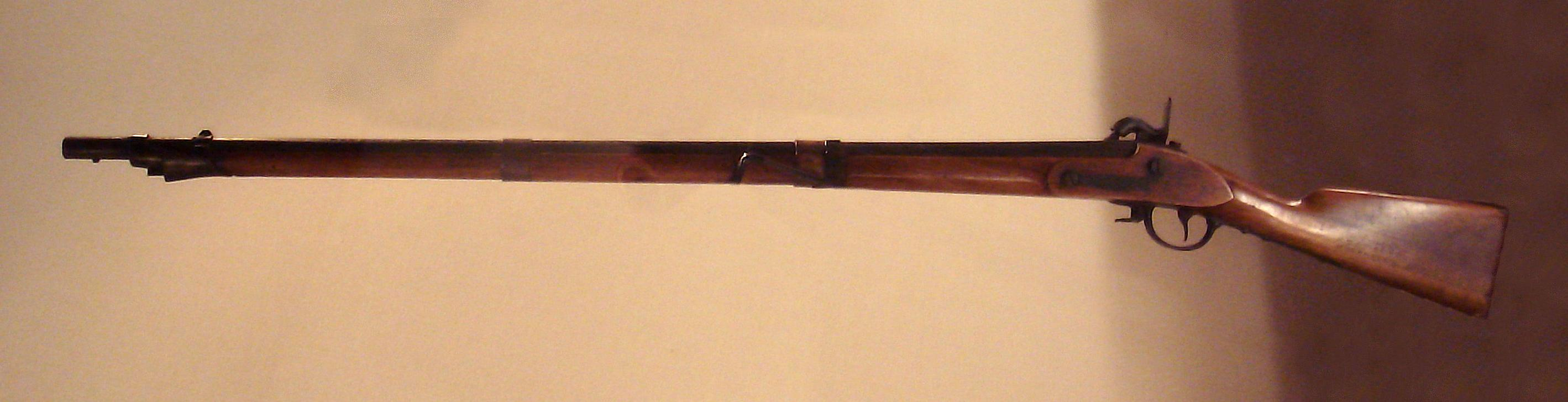
ゲベール銃。写真の銃は「日本でゲベール銃として展示されているもの」として引用されるが、正確には本稿で記述されるオランダ製ではなく、会津藩が1840年代に導入したバイエルンM1842マスケットである。バイエルンM1842は本来は滑腔銃身のゲベール銃であるが、バイエルン公国本国ではミニエー銃登場後にライフリングを銃身に刻まれ、ライフルド・マスケットに改修された。

ゲベール銃（ゲベールじゅう）とは、前装式、滑腔銃身（ライフリングがない）、フリントロック式（燧石式）、またはパーカッションロック式（雷管式）の洋式小銃である。すなわち、マスケットと呼ばれるものと同一であるが、幕末の日本では特にこう呼ぶものである。
「ゲベール」（Geweer、標準ドイツ語の「ゲヴェーア (Gewehr) に該当」）とはオランダ語で「小銃」を意味するが、本来のオランダ語での発音は「ヘヴェール」に近い。

## 概要
- 全長：約1.5メートル
- 重量：約4キログラム
- 口径：約18ミリメートル
- 射程：100から300メートル

## 歴史
1670年代にフランスで開発され、それから約100年後の1777年にオランダが制式採用した。著名なものではフランスにおけるシャルルヴィル・マスケットやその1777年型であるマスケットM1777、同時期のイギリスにおけるブラウン・ベス、アメリカのスプリングフィールドM1842以前の各型がゲベール銃の範疇に含まれる。元々「敵の密集兵団の中に撃ち込んで、混乱させる」という使用目的の銃であり、大量生産と構造の簡略化を優先としているため、命中精度は悪い。初期は燧石式だったが、のちに管打式（雷管式）に改められた。射程は同じ前装式滑腔銃である火縄銃と同程度だが、特に燧石式タイプは着火時の衝撃が火縄銃と比べて大きいため、命中精度では劣る。しかし、裸火を扱う火縄銃では、密集隊形を伴う当時の西洋式の部隊行動（戦列歩兵）を行うには暴発の危険が大きく困難であるうえ、火縄銃とは異なって銃剣を装備できるというメリットもあった。
日本では、幕末期に西洋軍制を導入した江戸幕府や藩が相次いでゲベールを購入した。1831年に砲術家の高島秋帆がオランダから輸入したのが始まりとされる。幕末の早い段階から輸入が開始され、すでに施条銃の時代となっていた西欧から旧式のゲベールが大量に日本に輸出された。また、輸入だけではなく、火縄銃とは発火装置が異なる程度だったことから各地にて国産のゲベールが製造されたほか、火縄銃の発火装置を（燧石式を飛ばして直接）管打式に改造した和製ゲベールも見られる。そのために値崩れを起こし、価格は1挺5両ほどにまで下がった。
一方、欧米でも随時ライフリングが刻まれてミニエー銃に改修されたり、滑腔銃身のままミニエー弾やプリチェット弾が配布されたりしたほか、後装式に改造されるまで使い切られるゲベール銃も存在したが、日本ではほとんどそのような改修や運用は行われなかった。
輸入が始まった頃は薩摩藩・長州藩や幕府軍で採用されていたが、薩摩・長州では早い段階から、ゲベール銃よりも新式で命中率・射程に優れた施条銃であるミニエー銃やスナイドル銃への更新を進めた。幕府軍も第二次長州征討以降は積極的に施条銃を導入し、幕府陸軍の歩兵隊などに支給した。戊辰戦争時点ではゲベール銃は時代遅れの銃となっていたが相対的に安価であり、東北諸藩のほとんどは幕末期に購入したゲベール銃やヤーゲル銃が主力のまま戊辰戦争に突入していた。